# 2003年上海
|        | 上海历史 |
| 世紀： | 20世紀上海 \| 21世紀上海 \| 22世紀上海                                                                                     |
| 年代： | 1970年代上海 \| 1980年代上海 \| 1990年代上海 \| 2000年代上海 \| 2010年代上海 \| 2020年代上海 \| 2030年代上海               |
| 年份： | 1999年上海 \| 2000年上海 \| 2001年上海 \| 2002年上海 \| 2003年上海 \| 2004年上海 \| 2005年上海 \| 2006年上海 \| 2007年上海 |
| 紀年： | 癸未年（羊年）、上海开埠160周年、上海设市76周年                                                                            |

## 主要官员

### 党委
- 市委书记：陈良宇

### 人大
- 人大常委会主任：陈铁迪→龚学平

### 政府
- 市长：陈良宇→韩正

### 法院
- 院长：滕一龙

### 检察院
- 检察长：吴光裕

### （党）纪委
- 书记：罗世谦

### 政协
- 主席：王力平→蒋以任

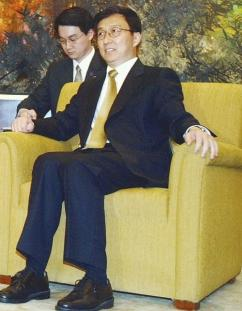
市长韩正

## 大事记
上海地铁建设事故